# سلطان بن محمد بن سعود الكبير
الأمير سلطان بن محمد بن سعود الكبير آل سعود مواليد الرياض (1954- )، يعرف عنه بأنه مؤسس شركة المراعي. والدته هي الأميرة سلمى بنت عبد العزيز آل علي الشمري، وجدته من جهة والده هي الأميرة نورة بنت عبد الرحمن بن فيصل آل سعود شقيقة الملك عبد العزيز آل سعود أول ملوك المملكة العربية السعودية. والده هو الأمير محمد بن سعود الكبير الملقب بشقران.

## تعريف
هو الأمير سلطان بن محمد بن سعود بن عبد العزيز بن سعود بن فيصل بن تركي بن عبد الله بن محمد بن سعود بن محمد آل مقرن.
تخرج من جامعة الملك سعود وحصل على البكالوريوس في العلوم الاقتصادية والسياسية 1392هـ.
شملت استثماراته الصناعة الغذائية، والطاقة، والاتصالات، والمصارف.
رئيس مجلس الاتحاد العربي لصناعات الأسمنت، وشركة المشرق للتجارة والمقاولات.
كما أنه عضو مجلس إدارة شركة أراسكو، وشركة الفارابي المحدودة للكيماويات.
عضو مؤسس لمدارس المملكة، وعضو مجلس أمناء مؤسسة الملك عبد العزيز ورجاله للموهبة، وعضو في مجلس نادي الفروسية، وفي مجلس لجنة الخريجين لمعهد العاصمة النموذجي، ورئيس مجلس إدارة شركة المراعي. حيث تقدر قيمة الشركة أكثر من 7 مليارات دولار.
يمتلك الأمير سلطان حوالي 8 بالمئة من أسمنت اليمامة، و14 المئة من شركة الدرع العربي للتأمين، بالإضافة إلى 29 بالمئة حصته في المراعي وتقدر وحدها بملياري دولار.

## تأسيس المراعي
كان الأمير سلطان من المصنفين ضمن قائمة فوربس لأثرياء العالم. أسس شركة الألبان المراعي في العام 1977 وحولها إلى شركة عامة في العام 2005، في حين يملك ما يقارب %29 منها. في عام 2012 أعلنت الشركة عن تحقيق صافي دخل بقيمة 384 مليون ريال من إجمالي الإيرادات بمقدار 2.6 مليار دولار. وقامت (المراعي) في عام 2011 بشراء شركة زراعية أرجنتينية تعمل على إنتاج الشعير والذرة والقمح لإطعام مواشيها. ووفقاً لمنظمة (بريدرز كب. Breeders' Cup) لسباقات الخيول، يمتلك الأمير سلطان الكبير مزرعة لخيول السباق خارج مدينة الرياض يتم فيها تدريب نحو 100 حصان.

## أعمامه
- الأمير فهد محمد بن سعود الكبير (متوفى)[5]
- الأمير عبد الرحمن بن سعود الكبير
- الأمير خالد بن سعود الكبير
- الأمير سلطان بن سعود الكبير (توفي صغيرًا)
- الأمير تركي بن سعود الكبير (متوفى).[6] وله من الأبناء الأمير بدر، الأمير تركي، الأمير محمد، الأمير عبد العزيز، الأمير سعد، والأمير سعود.[5]
- وخواله
- ممدوح بن عبدالعزيز آل علي (متوفى).
- سعود بن عبدالعزيز آل علي (متوفى).

## إخوته
- الأمير الشاعر عبد الله بن محمد بن سعود الكبير (متوفى).[7][8]
- الأمير الشاعر فهد بن محمد بن سعود الكبير (صاحب قصيدة جوال التي غناها الفنان أيوب طارش). وله من الأبناء الأمير محمد.[9]
- الأمير تركي بن محمد بن سعود الكبير[9] (وكيل وزارة الخارجية للعلاقات المتعددة الأطراف).[10] متزوج من الأميرة الجوهرة بنت فهد بن عبد العزيز آل سعود وله كريمة تزوجت من الأمير محمد بن خالد بن فيصل بن سعد الأول بن عبد الرحمن آل سعود.[11]
- الأمير بندر بن محمد بن سعود الكبير (رئيس نادي الهلال السعودي السابق).
- الأمير فيصل بن محمد بن سعود الكبير[12] (لواء ركن طيار متقاعد).[13]
- الأمير نايف بن محمد بن سعود الكبير.
- الأمير سلمان بن محمد بن سعود الكبير.
- الأمير سعد بن محمد بن سعود الكبير.
- الأمير خالد بن محمد بن سعود الكبير.
- الأمير عبد العزيز بن محمد بن سعود الكبير.
- الأميرة حصة بنت محمد بن سعود الكبير (توفيت في يوم الاثنين 13 شوال 1437 هـ الموافق 18 يوليو 2016 وصلي عليها في جامع الإمام تركي بن عبد الله بالرياض).[14]
- الأميرة موضي بنت محمد بن سعود الكبير. (توفيت يوم الإثنين 15 ذي الحجة 1444هـ الموافق 3 يوليو 2023 م وصلي عليها في جامع الإمام تركي بن عبد الله بالرياض).[15] متزوجة من الأمير سعود بن محمد بن عبد العزيز بن سعود آل سعود ولها من الأبناء الأمير بندر ، الأمير عبدالعزيز، الأمير سلطان ، الأمير عبدالله ، والأميرة أسماء.
- الأمير الفارس بدر بن محمد بن سعود الكبير.[16]
- الاميرة سارة بنت محمد بن سعود الكبير.[17]
- الاميرة نوف بنت محمد بن سعود الكبير. متزوجة من الأمير فيصل بن مساعد بن عبد الرحمن بن فيصل آل سعود ولها من الأبناء الأمير سعود، الأميرة صيتة، الأميرة نجلاء، والأمير عبد الله.
- الأميرة منيرة بنت محمد بن سعود الكبير. متزوجة من الأمير تركي بن محمد بن تركي آل سعود ولها من الأبناء الأمير فيصل، الأمير محمد، الأمير فهد، الأمير خالد، والأميرة بنية.
- الأميرة نورة بنت محمد بن سعود الكبير. متزووجة من الأمير مشهور بن عبد العزيز آل سعود.
- الأمير سعود بن محمد بن سعود الكبير. متزوج من الاميرة نورة بنت بدر بن عبد المحسن بن عبد العزيز آل سعود وله من الأبناء الأمير فهد[18]، الأمير سلطان، الأمير عبد الله، الأمير بدر، الأمير محمد، الأميرة فهدة (متزوجة ولها من البنات الأميرة لولو، والأميرة العنود)، الأميرة دانة (متزوجة ولها من البنات الأمير عبد العزيز، الأميرة ياسمين، الأميرة لين، والأميرة العنود)، الأميرة لين، الأميرة العنود، والأميرة علياء. له كريمة متزوجة من الأمير فهد بن سعد بن محمد بن عبد العزيز آل سعود[13]، وله كريمة متزوجة من الأمير سلطان بن فهد بن عبد الله بن محمد بن عبد الرحمن آل سعود.

## الحياة الأسرية
- متزوج من الاميرة الجوهرة بنت سعد بن عبد العزيز آل سعود.

### الأبناء
- الأمير سعود بن سلطان بن محمد بن سعود الكبير. متزوج من الأميرة ريم بنت فيصل بن سعد بن عبد العزيز آل سعود.[19]
- الأمير نايف بن سلطان بن محمد بن سعود الكبير. متزوج من الاميرة موضي بنت فهد بن عبد الله بن محمد آل سعود وله من الأبناء الأمير محمد، والأمير سلطان.
- الأمير محمد بن سلطان بن محمد بن سعود الكبير متزوج من الأميرة منيرة بنت خالد بن مساعد بن عبدالرحمن آل سعود .
- الأمير عبد العزيز بن سلطان بن محمد بن سعود الكبير.
- وله كريمة متزوجة من الأمير محمد بن تركي بن محمد بن عبد العزيز آل سعود.[20]